# Platónské těleso
Platónské těleso je v geometrii pravidelný konvexní mnohostěn (polyedr) v prostoru, tj. z každého vrcholu vychází stejný počet hran a všechny stěny tvoří shodné pravidelné mnohoúhelníky.
Trojrozměrných platónských těles je pět:

Čtyřstěn (animace)
Krychle (pravidelný šestistěn) (animace)
Osmistěn (animace)
Dvanáctistěn (animace)
Dvacetistěn (animace)

## Tabulka vlastností platónských těles
Platónských těles existuje v trojrozměrném euklidovském prostoru právě pět a jsou to:
| Název                                   | Obrázek   | Počet stěn | Počet hran | Počet vrcholů | Typ stěny   | Počet hran u vrcholu | Povrch (hrana délky a)                           | Objem (hrana délky a)                                |
| --------------------------------------- | --------- | ---------- | ---------- | ------------- | ----------- | -------------------- | ------------------------------------------------ | ---------------------------------------------------- |
| Pravidelný čtyřstěn (tetraedr)          | (animace) | 4          | 6          | 4             | trojúhelník | 3                    | {\displaystyle {\sqrt {3}}a^{2}}                 | {\displaystyle {\frac {\sqrt {2}}{12}}a^{3}}         |
| Krychle (pravidelný šestistěn, hexaedr) | (animace) | 6          | 12         | 8             | čtverec     | 3                    | {\displaystyle 6a^{2}}                           | {\displaystyle a^{3}}                                |
| Pravidelný osmistěn (oktaedr)           | (animace) | 8          | 12         | 6             | trojúhelník | 4                    | {\displaystyle 2{\sqrt {3}}a^{2}}                | {\displaystyle {\frac {\sqrt {2}}{3}}a^{3}}          |
| Pravidelný dvanáctistěn (dodekaedr)     | (animace) | 12         | 30         | 20            | pětiúhelník | 3                    | {\displaystyle 3{\sqrt {25+10{\sqrt {5}}}}a^{2}} | {\displaystyle {\frac {1}{4}}(15+7{\sqrt {5}})a^{3}} |
| Pravidelný dvacetistěn (ikosaedr)       | (animace) | 20         | 30         | 12            | trojúhelník | 5                    | {\displaystyle 5{\sqrt {3}}a^{2}}                | {\displaystyle {\frac {5}{12}}(3+{\sqrt {5}})a^{3}}  |

## Dualismus
Při pohledu na tabulku je nápadné, že zatímco např. krychle má 8 vrcholů a 6 stěn, u osmistěnu je tomu právě naopak. Proto je krychle duální k osmistěnu. Podobně je dvanáctistěn duální k dvacetistěnu (20 vrcholů, 12 stěn a naopak). Čtyřstěn je duální sám k sobě (má 4 vrcholy a 4 stěny).

## Historie
Platónská tělesa byla známa již ve starověku. Nazývají se podle řeckého filosofa Platóna (427–347 př. n. l.), který krychli, osmistěn, čtyřstěn a dvacetistěn považoval za představitele čtyř základních živlů: země, vzduch, oheň a voda. Dvanáctistěn byl představitelem jsoucna neboli všeho, co existuje.
Eukleidés sepsal kompletní matematický popis platónských těles ve svých Základech, poslední kniha (kniha XIII) je věnována jejich vlastnostem. Tvrzení 13–17 v knize XIII popisují stavbu čtyřstěnu, krychle, osmistěnu a dvanáctistěnu a dvacetistěnu v uvedeném pořadí. Pro každé Platonské těleso Euklid našel poměr průměru opsané kulové plochy s délkou hrany. Tvrdil, že žádné další pravidelné konvexní mnohostěny neexistují.
Johannes Kepler se pokusil mezi šest tehdy známých planet vložit těchto pět platónských těles. Mezi Merkur a Venuši dal osmistěn, mezi Venuši a Zemi dvacetistěn, mezi Zemi a Mars dvanáctistěn, mezi Mars a Jupiter čtyřstěn a mezi Jupiter a Saturn krychli. Tato tělesa měla představovat vzdálenosti mezi jednotlivými planetami.

## Přírodní vědy
Vzhledem k vysoké symetrii se platónská tělesa objevují běžně v současné krystalografii, krystalochemii a molekulární fyzice a chemii. Řada tvarů krystalů s vysokou symetrií krystalové mřížky nabývá forem platónských těles (např. krystaly běžné kuchyňské soli mají tvar krychle, u sfaleritu někdy tvar čtyřstěnu apod.). Také symetrické molekuly mají mnohdy tvar těchto těles: methan má čtyři atomy vodíku ve vrcholech pravidelného čtyřstěnu s uhlíkovým atomem v jeho těžišti, molekula fluoridu sírového má tvar pravidelného osmistěnu atp.

## Vyšší dimenze
Pravidelné mnohostěny existují i ve vyšších dimenzích.
- Ve čtyřrozměrném prostoru jich je šest: 5nadstěn, teserakt, 16nadstěn, 24nadstěn, 120nadstěn, 600nadstěn.
- V prostorech dimenze vyšší než čtyři existují vždy právě tři pravidelné mnohostěny: zobecnění čtyřstěnu, zobecnění krychle a její duální těleso – zobecnění osmistěnu.